# Führungslehre
Die Führungslehre ist innerhalb der Betriebswirtschaftslehre ein Teilgebiet, das die Führung und den Führungsprozess in Wirtschaftssubjekten analysiert und erklärt.

## Allgemeines
Wirtschaftssubjekte sind Unternehmen, Institutionen, Behörden und sonstige Personenvereinigungen, in denen Personalführung betrieben wird. Als Grundlage bedient sich die Führungslehre den Führungstheorien. Führungslehre und Führungstheorie sind also nicht Synonyme, sondern die Führungslehre sorgt für die Anwendung im Alltag. Es handelt sich um ein Teilgebiet der Allgemeinen Betriebswirtschaftslehre. Da die Führungslehre auch auf Erkenntnisse der Psychologie und Pädagogik zurückgreift, kann sie als interdisziplinäre Wissenschaft eingestuft werden.

## Inhalt
Die Führungslehre befasst sich unter anderem mit Führungsaufgaben, mit denen Führungskräfte betraut werden. Im Rahmen der Delegation werden neben den Führungsaufgaben auch Kompetenzen und Verantwortung an Führungskräfte übertragen.
Die Führungsaufgaben werden in sachlich-rationale und sozio-emotionale unterteilt:
- sachlich-rationale Führungsaufgaben:[4]
  - Entscheidung: Echte Führungsentscheidungen sind als konstitutive Entscheidungen nicht delegierbar, sie müssen von der Unternehmensleitung/Behördenleitung getroffen werden. Untere Führungsebenen treffen folglich ausschließlich operative Entscheidungen.
  - Information bedeutet einerseits die Pflicht der Führungskraft, Mitarbeiter über aufgabenrelevante Sachverhalte zu informieren („von oben nach unten“) und andererseits das Recht, von den Mitarbeitern solche Informationen zu erhalten („von unten nach oben“).[5] Das gilt auch für Querinformationen.
  - Kontrolle ist die Überwachung der zeitnahen, vorschriftenkonformen Aufgabenerfüllung durch die Mitarbeiter und die Überwachung der Erfüllung der gesetzten Ziele.
  - Koordination ist bei Arbeitsteilung oder Dezentralisation die Harmonisierung von verschiedenen Stellen zwecks Optimierung der  Arbeitsleistung.
  - Organisation bedeutet, dass Führungskräfte den Arbeitsablauf ihres Verantwortungsbereichs im Rahmen der Ziele gestalten müssen.
  - Planung wird operationalisiert durch Budgetierung wichtiger Zielgrößen wie Kosten, Erträge oder Umsatzerlöse einer Organisationseinheit. Das gilt insbesondere bei Costcentern und Profitcentern.
  - Zielsetzungen erfolgen im Rahmen einer Zielvereinbarung.
- sozio-emotionale Führungsaufgaben:
  - Arbeitsmotivation durch Verbesserung der Arbeitsbedingungen und sinnvolle Leistungsanreize (etwa Lob, Beförderungsaussichten, Incentives);
  - Fürsorgepflicht: Schutz der Mitarbeiter vor physischen und/oder psychischen Gefahren, Gefährdungen und Schäden (Gesundheitsschutz, Schutz vor Mobbing, Schaffung eines positiven Betriebsklimas);
  - Mitarbeiterbewertung, Mitarbeitergespräche;
  - Mitarbeiterbindung durch arbeitsvertragliche Regelungen;
  - Personalentwicklung durch Verbesserung der Qualifikation (Fortbildung, Weiterbildung), Karriereplanung, Führungskräfteentwicklung;
  - Problemlösen persönlicher oder fachlicher Konflikte und Krisen.

Je nach dem Verständnis von Führung, je nach Unternehmenskultur oder den Rahmenbedingungen der Personalpolitik (Führungsgrundsätze) können sehr unterschiedliche Aufgaben als Führungsaufgaben begriffen werden, meistens jedoch solche, die im Sinne der Unternehmensziele unmittelbar oder mittelbar auf eine Verhaltensbeeinflussung der Mitarbeiter abzielen.
Ferner befasst sich die Führungslehre mit Führungseigenschaften, Führungsgrundsätzen, Führungsstilen, Führungstechniken und Führungsprozessen sowie mit der Führungsfähigkeit:
- Führungseigenschaften sind eine These aus der Führungstheorie, wonach eine Person bestimmte Eigenschaften und Schlüsselqualifikationen besitzen muss, um sich als Führungskraft zu legitimieren oder überhaupt Führungspositionen zu erreichen.[8] Erwähnt werden häufig Belastbarkeit (maximal mögliche Arbeitsbelastung), Integrität, Intelligenz, Kreativität, Selbstdisziplin, Überzeugungskraft, Urteilsfähigkeit oder Verantwortungsbewusstsein.
- Führungsgrundsätze sind allgemeine, für alle Führungskräfte eines Unternehmens geltende, schriftlich festgelegte Arbeitsanweisungen. Ihre Führungsarbeit muss den Grundsätzen der Effektivität, Effizienz und Wirtschaftlichkeit entsprechen:[9]
- Führungsstile sind Verhaltensmuster eines Vorgesetzten gegenüber seinen untergebenen Mitarbeitern.[10] Nach dem Disziplinierungsgrad unterscheidet man seit Kurt Lewin vier Stufen zwischen den Extremen des autoritären und laissez-faire-Führungsstil,[11] wobei in modernen Wirtschaftssubjekten der kooperative Führungsstil vorgezogen wird.
- Der Führungsprozess ist ein Teil des Arbeitsprozesses, der von einer Führungskraft innerhalb eines Wirtschaftssubjekts personen- und sachbezogen wiederholend zu steuern ist. Er gliedert sich in Zielbildung, Problemanalyse, Alternativsuche, Prognose, Bewertung und Entscheidung, Realisierung, Kontrolle und Abweichungsanalyse.[12]
- Führungstechniken sind Instrumente zur Erleichterung und Verbesserung des Führungsprozesses.[13] Hierzu gehören insbesondere Management by Delegation, Management by Exception oder Management by Objectives. Führungstechniken sind die Voraussetzung für die Realisierung eines bestimmten Führungsstils.[14]
- Die Führungsforschung untersucht die Menschenführung, die Eigenschaften der Führungskräfte, ihr Verhalten, die Führungssituation, die Beziehungen der Führungskraft oder das System der Führung.

Von den verschiedenen Führungstheorien grenzt sich die Führungslehre insbesondere  dadurch ab, dass sie praxisorientierte Anwendungen ihrer Erkenntnisse bereithält. Die zielorientierte Gestaltung bezieht sich entweder auf Personal (Personalführung) oder auf die Unternehmen (Unternehmensführung).

## Ausbildung
Führungslehre oder Teilgebiete hiervon werden in der Privatwirtschaft bei der Führungskräfteentwicklung durch die Personalabteilung als Pflichtfach angeboten. Im öffentlichen Dienst wird sie ab der Laufbahn des mittleren oder gehobenen Dienstes gelehrt (manchmal auch als Fach „Führungs- und Einsatzlehre“). Die praktische Umsetzung der Führungslehre ist ein wichtiger Faktor insbesondere für die erfolgreiche Bewältigung aller polizeilichen und militärischen Lagen durch Polizeiführer oder militärische Führer. In der Privatwirtschaft trägt der positive Führungserfolg der Führungskräfte in entscheidendem Maße zum Unternehmenserfolg bei, auch wenn es schwierig ist, einen kausalen Zusammenhang zwischen beiden herzustellen.

## Führungserfolg
„Führungserfolg ist das positive Ergebnis der Bemühungen von Vorgesetzten um Zielerreichung, Gruppenzusammenhalt und Arbeitszufriedenheit mit dem Ziel der Steigerung des Unternehmenserfolges“. Von einem Führungserfolg wird gesprochen, wenn eine Führungskraft ihre Führungsaufgaben mit einem Zielerreichungsgrad von 100 % erfüllt hat. Allerdings kann der „Führungserfolg“ auch negativ sein. Der positive kann mit Hilfe von harten Daten und weichen Daten für eine Führungskraft gemessen werden. Harte Daten sind Arbeitsentgelt, Karrieregeschwindigkeit oder Leitungsspanne der Führungskraft sowie in der von ihr geführten Organisationseinheit Arbeitsproduktivität, Fehlerquote, Fehlzeiten oder Fluktuation. Als weiche Daten stehen Arbeitszufriedenheit der Mitarbeiter oder Betriebsklima zur Verfügung. Der Führungserfolg einer Führungskraft ist die Grundlage für die Bemessung von Bonuszahlungen oder Gratifikationen.

## Abgrenzung
Management als Management-Konzept ist eine wissenschaftliche Betriebsführung.